# Hadena cappadocia
Hadena cappadocia là một loài bướm đêm trong họ Noctuidae.